# Cegielnia (rejon ignaliński)
Cegielnia – dawny zaścianek. Obecnie część wsi Pogawojcie na Litwie, w okręgu uciańskim, w rejonie ignalińskim, w gminie Cejkinie.

## Historia
W czasach zaborów wieś w gminie Daugieliszki, w powiecie święciańskim, w guberni wileńskiej Imperium Rosyjskiego.
W dwudziestoleciu międzywojennym zaścianek leżał w Polsce, w województwie wileńskim, w powiecie święciańskim, w gminie Daugieliszki.
W 1931 został spisany łącznie z wsią Pogawie, zaściankiem Justyniszki i zaściankiem Martyniszki .